# Nate Ruess
Nathaniel Joseph Ruess (Nate) (Iowa City, 26 februari 1982) is een Amerikaans singer-songwriter. Ruess is zanger van de band Fun.

## Biografie
Ruess werd geboren in Iowa. Het gezin Ruess verhuisde in 1986 naar een boerderij in Glendale, waar Ruess zijn jeugd doorbracht. Hij ging naar Dear Valley High School en studeerde af in 2000. Zijn oom, John Ruess, heeft opgetreden in Broadway. In 2001 richtte Ruess samen met zijn vriend Sam Means de band The Format op.

## Fun.
In 2008 ging The Format uit elkaar. Ruess contacteerde Jack Antonoff en Andrew Dost om een nieuwe band te vormen: Fun. Na het uitbrengen van de demo "Benson Hedges" bracht de band zijn eerste album uit Aim and Ignite. Ondanks veelbelovende recensies lukte het niet om van het album een commercieel succes te maken. Het tweede album van de band, 'some nights' genaamd, had meer succes. Vooral het nummer 'We Are Young' werd erg bekend en belandde zelfs voor een aantal weken op nummer één, nadat het werd gecoverd door de cast van de bekende tv-serie 'glee'. Ook het nummer 'Some Nights' is heel populair geworden. In 2015 gaf Fun. aan een pauze te nemen.

## Solo
In de pauze van Fun. bracht Ruess op 23 februari 2015 zijn eerste solonummer uit: Nothing without love.
En zijn eerste soloalbum genaamd 'The Grand Romantic'.

## Discografie

### Singles
| Single met eventuele hitnotering(en) in de Nederlandse Top 40 | Datum van verschijnen | Datum van binnenkomst | Hoogste positie | Aantal weken | Opmerkingen                                         |
| ------------------------------------------------------------- | --------------------- | --------------------- | --------------- | ------------ | --------------------------------------------------- |
| Just Give Me a Reason                                         | 2012                  | 19-01-2013            | 1(3wk)          | 23           | met P!nk / Nr. 1 in de Single Top 100 / Alarmschijf |
| Headlights                                                    | 2014                  | 31-05-2014            | tip8            | -            | met Eminem                                          |

| Single met hitnotering(en) in de Vlaamse Ultratop 50 | Datum van verschijnen | Datum van binnenkomst | Hoogste positie | Aantal weken | Opmerkingen                           |
| ---------------------------------------------------- | --------------------- | --------------------- | --------------- | ------------ | ------------------------------------- |
| Just Give Me a Reason                                | 2013                  | 16-02-2013            | 2               | 26           | met P!nk / Nr. 1 in de Radio 2 Top 30 |
| Headlights                                           | 2014                  | 17-05-2014            | tip83*          |              | met Eminem                            |

### NPO Radio 2 Top 2000
| Nummer met noteringen in de NPO Radio 2 Top 2000 | '13 | '14 | '15 | '16 | '17 | '18 | '19 | '20 | '21 | '22 | '23 | '24 |
| ------------------------------------------------ | --- | --- | --- | --- | --- | --- | --- | --- | --- | --- | --- | --- |
| Just Give Me a Reason (met P!nk)                 | 590 | 494 | 606 | 562 | 928 | 613 | 585 | 704 | 742 | 743 | 743 | 770 |

1. ↑  Een vetgedrukt getal geeft de hoogste notering aan.
2. ↑  2013 was het eerste jaar met een notering voor dit nummer.

- Bibliothèque nationale de France: cb166878713 (data)
- Gemeinsame Normdatei: 1073708470
- International Standard Name Identifier: 0000 0004 0669 7646
- Library of Congress Control Number: no2013053856
- MusicBrainz: a049a513-f794-4b8d-8c3a-f106cfd22841
- Nationale Bibliotheek van Tsjechië: xx0214308
- Nationale Bibliotheek van Israël: 987007401205305171
- Virtual International Authority File: 301580920
- WorldCat: E39PBJycHtppXfqDGV67WkmKh3